# Nicolaus Greiff
Nicolaus Greiff, auch Nicolaus Gryphius oder Nicolaus Griphius, ab 1578 Nicolaus Greiff im Braunfels (* vor 1578 in Frankfurt am Main; † 1618 ebenda) war ein deutscher Politiker der Reichsstadt Frankfurt.

## Leben

### Herkunft
Er gehörte dem eingesessenen Frankfurter Patriziergeschlecht Greiff an. Im Jahr 1499 setzte der Frankfurter Rat eine Kommission ein, die eine Neufassung des Frankfurter Stadtrechts ausarbeiten sollte. Diese begann im Jahr 1500 ihre Arbeit, als der Schöffe Hartmann Greiff ihr Mitglied war. Im Jahr 1509 erfolgte die Drucklegung des Stadtrechts. Auch beispielsweise 1538 und 1539 bzw. 1546 treten mit Jacob bzw. Hartmann Greiff als Pfleger des Almosenkastens rechtskundige Mitglieder der Familie in reichsstadt-frankfurtischen Ämtern in Erscheinung.

### Ausbildung, Wirken und Familie
Nicolaus Greiff studierte an der Universität Marburg und wurde dort zum Dr. jur. promoviert. Er kaufte 1578 für 3000 fl. den Großen Braunfels auf dem Liebfrauenberg von Augustin Legrand. Wie schon Hartmann und Jacob Greiff in der ersten Hälfte des 16. Jahrhunderts vor ihm, war er 1586 bis 1588 Pfleger zu St. Nikolai. Mit einer Neuhaus verheiratet, ließ er 1589 auf eigene Kosten die Allerheiligenkapelle, für die die Familie seiner Frau so bedeutsam war, restaurieren und außen das in Stein gehauene Allianzwappen Greiff-Neuhaus anbringen. 1597 ließ er an dem repräsentativen Haus Braunfels den Gangbau erbauen. 1602 heiratete er Maria Magdalena von Glauburg, geborene Widtmann.

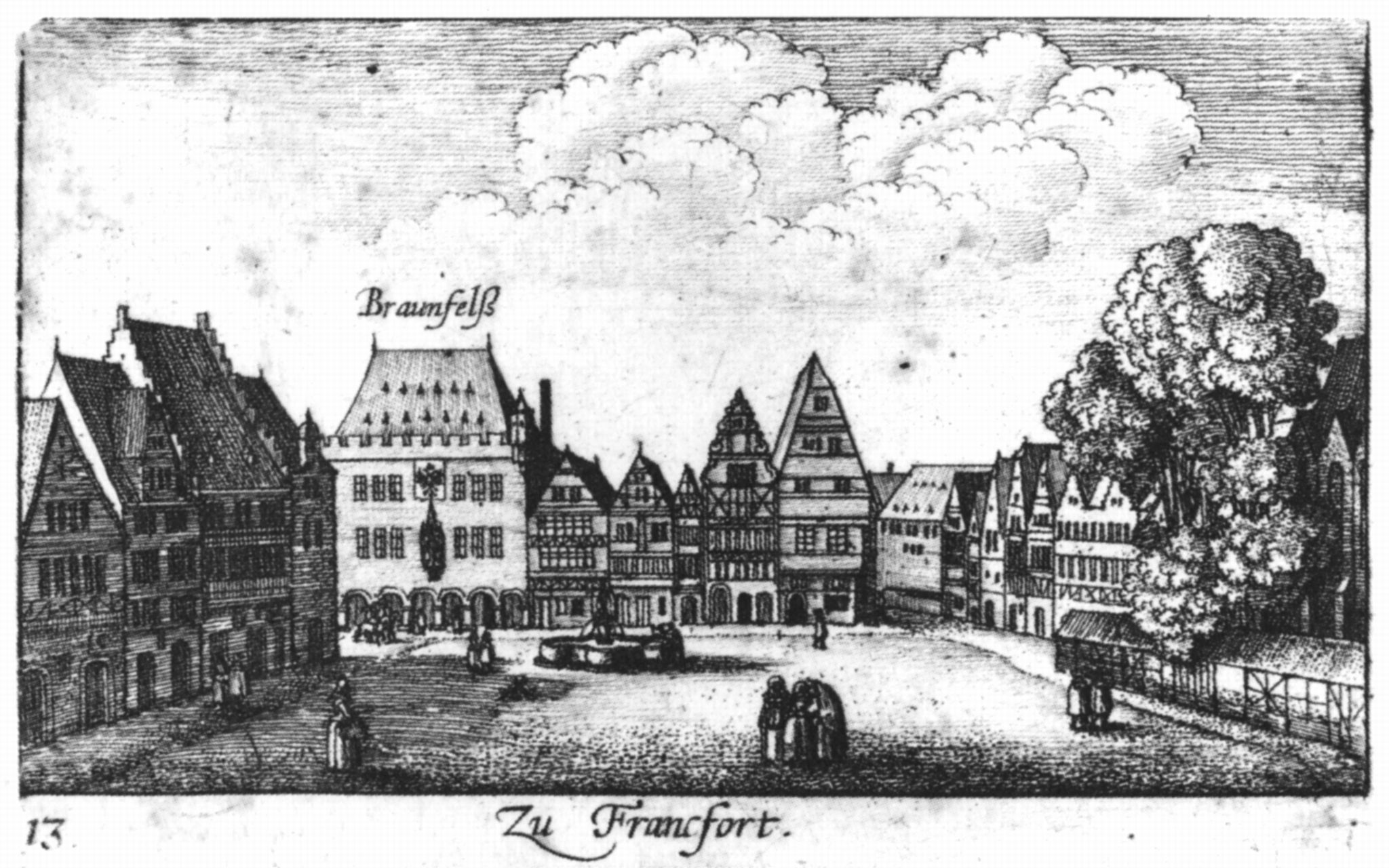
Das Haus Großer Braunfels auf dem Liebfrauenberg, Ansicht von 1635. Seit 1694 Versammlungsort der Patriziergesellschaft Zum Frauenstein.

Greiff wurde 1606 Ratsherr und 1609 Schöffe in Frankfurt am Main. 1612 war er an der Aushandelung des Bürgervertrages beteiligt. 1613 wird er als Nikolaus Greiff im Braunfels  in einem neu organisierten Ratsgremium neben dem Juristen Dr. Jakob Greiff genannt. 1615 war er nach dem Fettmilch-Aufstand Älterer Bürgermeister und trat danach aus dem Rat zurück.